# Lương Ngọc Bính
Lương Ngọc Bính (sinh ngày 7 tháng 5 năm 1955) là một chính trị gia người Việt Nam. Ông từng là đại biểu Quốc hội Việt Nam khóa 12 (nhiệm kỳ 2007-2011), thuộc đoàn đại biểu Quảng Bình, Chủ tịch Hội đồng nhân dân tỉnh Quảng Bình (2011-2016), Bí thư Tỉnh ủy Quảng Bình (2007-2015).

## Sự nghiệp
Ông gia nhập Đảng Cộng sản Việt Nam vào ngày 12/10/1988.
Sau khi có bằng tiến sĩ ngữ văn, ông giảng dạy tại đại học Huế. Sau đó ông quay trở về Quảng Bình làm giám đốc sở Giáo dục Đào tạo, sau đó trải qua các chức vụ Bí thư thị ủy Đồng Hới, Chủ tịch Hội đồng nhân dân tỉnh, Phó Bí thư, Bí thư Tỉnh ủy Quảng Bình.
Ông được phong chức danh Phó giáo sư.
Ngày 16 tháng 6 năm 2011, 100% đại biểu Hội đồng nhân dân tỉnh Quảng Bình khóa 16 đã bỏ phiếu bầu ông Lương Ngọc Bính, Ủy viên Trung ương Đảng, Bí thư Tỉnh ủy làm Chủ tịch Hội đồng nhân dân tỉnh Quảng Bình khóa 16 nhiệm kì 2011-2016.